# Centropomus parallelus
Centropomus parallelus är en fiskart som beskrevs av Poey, 1860. Centropomus parallelus ingår i släktet Centropomus och familjen Centropomidae. Inga underarter finns listade i Catalogue of Life.